# Radomír Rafaja
Radomír Rafaja (* 25. srpna 1944) je český místní politik a bývalý motocyklový závodník, v letech 2010 až 2018 zastupitel města Zlína a člen KSČM.

## Život
Živil se jako podnikatel a pracovník v pohostinství, závodil na silničních motocyklech, je ženatý a má dvě děti.

## Politické působení
Je členem KSČM.
Do politiky vstoupil, když byl v komunálních volbách v roce 2010 zvolen za KSČM do Zastupitelstva města Zlína.
Do vyšší politiky se pokoušel vstoupit, když v krajských volbách v roce 2008 kandidoval za KSČM do Zastupitelstva Zlínského kraje, ale neuspěl. Nepodařilo se mu to ani v krajských volbách v roce 2012.
Podobně neuspěl ani ve volbách do Poslanecké sněmovny PČR v roce 2010, když kandidoval za KSČM ve Zlínském kraji.
Kandidoval rovněž ve volbách do Senátu PČR v roce 2008, a to v obvodu č. 78 - Zlín za KSČM. Se ziskem 6,73 % hlasů skončil na pátém místě a nepostoupil ani do druhého kola. V doplňovacích volbách do Senátu PČR v roce 2014 v obvodu č. 80 - Zlín kandidoval za KSČM, ale opět neuspěl, když skončil na šestém místě se ziskem 7,34 % hlasů.
V komunálních volbách v roce 2014 obhájil za KSČM post zastupitele města Zlína. V doplňujících volbách do Senátu PČR v květnu 2018 kandidoval za KSČM v obvodu č. 78 – Zlín. Se ziskem 5,26 % hlasů skončil na 7. místě. V komunálních volbách v roce 2018 obhájoval za KSČM post zastupitele města Zlína, ale neuspěl.

## Sportovní kariéra
V letech 1976–1978 startoval v Mistrovství Československa silničních motocyklů.
- Umístění
  - 1976 do 250 cm³ - 27. místo
  - 1976 do 350 cm³ - 27. místo
  - 1977 do 350 cm³ - 22. místo
  - 1978 do 350 cm³ - 28. místo